# 24946 Foscolo
24946 Foscolo este un asteroid din centura principală de asteroizi.

## Descriere
24946 Foscolo este un asteroid din centura principală de asteroizi. A fost descoperit pe 1 iulie 1997 la Colleverde de Vincenzo Silvano Casulli. Asteroidul prezintă o orbită caracterizată de o semiaxă mare de 2,69 ua, o excentricitate de 0,19 și o înclinație de 12,3° în raport cu ecliptica.